# Baga Avall (Vallfogona de Ripollès)
La Baga d'Avall és una entitat de població del municipi de Vallfogona de Ripollès a la comarca del Ripollès. En el cens de 2007 tenia 25 habitants.